# 稲羽町立共和中学校
稲羽町立共和中学校（いなはちょうりつ　きょうわちゅうがっこう）は、かつて岐阜県稲葉郡稲羽町（現・各務原市）に存在した公立中学校。

## 概要
- 元は旧・稲葉郡更木村と羽島郡中屋村の学校組合立の中学校であり、現在の稲羽西小学校の校区が校区であった。
- 敷地は稲羽西小学校に転用された。

## 沿革
- 1947年（昭和22年）4月1日 - 稲葉郡更木村と羽島郡中屋村で学校組合立を設立。組合立共和中学校として開校。中屋村立敬恪小学校と更木村立更木小学校の校舎を仮校舎とする。
- 1951年（昭和26年）8月31日 - 中屋村大字大佐野[注釈 2]に校舎を新築し、移転。
- 1955年（昭和30年）
  - 2月11日 - 羽島郡中屋村、稲葉郡更木村、前宮村の3村が合併、町制施行し、稲羽町が発足。同時に稲羽町立共和中学校に改称する。
  - 4月 - 校舎を増築する。
- 1957年（昭和32年）3月 - 前宮中学校と統合。稲羽町立稲羽中学校の新設により廃校。